# 強烈熱帶風暴玉兔 (2001年)
強烈熱帶風暴玉兔（英語：Severe Tropical Storm Yutu，國際編號：0107，聯合颱風警報中心：10W，菲律賓大氣地球物理和天文管理局：Huaning）為2001年太平洋颱風季第七個被命名的風暴。「玉兔」一名由中國提供，居於月亮上的玉兔。嫦娥是傳說中族長后羿的妻子，她偷取了丈夫的長生不老藥，攜同玉兔逃到月亮去。傳說她們現仍住在月宮裏。

## 發展過程
7月22日UTC18:00，一熱帶低氣壓在呂宋島東北部海面上生成。該熱帶低氣壓向西北偏西移動。7月23日UTC18時，該熱帶低氣壓在呂宋島西北部海面增強為熱帶風暴，並命名為玉兔。7月24日UTC6:00，玉兔在香港東南面海域增強為強烈熱帶風暴。7月25日UTC0時，玉兔在香港南面海域達到頂峰。玉兔的環流緊密，風眼直徑約為60公里。稍後玉兔在廣東省茂名市電白縣博賀鎮附近登陸。UTC18時，玉兔減弱為熱帶風暴。玉兔轉向西方向移動。7月26日UTC0:00，玉兔在中國南方減弱為熱帶低氣壓。UTC12:00，完全消散。

## 影響

### 臺灣
當地發佈之颱風警報：海上颱風警報
7月23日下午8:10，中央氣象局發布海上颱風警報。
7月24日下午5:20，中央氣象局解除海上颱風警報。

### 中国大陆
受到玉兔的吹襲，廣東省約有4650間房屋被毀壞，省內的茂名、陽江及湛江等城市，估計損失共為七億元人民幣。

### 香港
- 當地最高熱帶氣旋警告信號： 八號東北烈風或暴風信號 /  八號東南烈風或暴風信號
- 最接近當地時間：2001年7月25日中午12時
- 最接近當地位置：香港之西南偏南約180公里

玉兔是2001年7月第二個需要懸掛八號風球的颱風。這是自1966年以來首次有兩個八號風球在七月份內懸掛。
7月23日，菲律賓馬尼拉東北面約600公里形成為一個熱帶低氣壓，以每小時25公里的速度，向西北偏西移動，中午時份進入呂宋海峽，並在該晚增強為一熱帶風暴，命名為「玉兔」。玉兔進入南海後，轉向偏西移動，7月24日中午前增強為強烈熱帶風暴，在接著的數小時內更增強為颱風。玉兔的環流緊密，風眼直徑約為60公里。
7月25日，玉兔轉向西北偏西移動，逼近廣東西部沿岸，7月26日凌晨玉兔減弱為強烈熱帶風暴，並在上午5時左右於湛江附近登陸。7月26日下午進一步減弱為熱帶風暴，並向內陸推進，該晚再減弱為一個低壓區。
在香港，天文台於7月23日晚上9時50分懸掛一號戒備信號，當時玉兔位於香港東南偏東約720公里。在7月24日玉兔繼續逼近香港，其外圍雨帶並在該日下午為香港帶來大驟雨及雷暴，天文台在同日下午3時50分改掛三號強風信號。該晚本地風力顯著增強，離岸地區亦轉吹強風。
午夜前數小時，玉兔的中心風力迅速由每小時120公里升至每小時148公里，其烈風範圍為160公里左右，天文台在7月25日凌晨12時半，改掛八號東北烈風或暴風信號，同日清晨，離岸海域及高地風力迅速增強至烈風程度，其後風向從東北轉為東南，上午10時40分改掛八號東南烈風或暴風信號，為天文台最後一次以懸掛方式發出的八號信號。玉兔於中午最接近香港，當時位於香港西南偏南約180公里。該日，香港南部海域及高地吹烈風。在玉兔的影響下，長洲錄得的最高每小時平均風速為68公里，最高陣風達每小時115公里。大帽山錄得的最高每小時平均風速為79公里，最高陣風達每小時112公里。與玉兔相聯的狂風大驟雨為荃灣附近地區帶來超過60毫米雨量，而本港大部份地區則錄得逾20毫米雨量。同日晚上7時40分改掛三號強風信號。
在玉兔的吹襲下，香港共有10人在各種意外中受傷，另有11宗大樹倒塌的報告，其中下亞厘畢道一棵六米高的大樹被吹倒，交通一度受阻，尖沙咀天文台道亦有兩棵樹被吹倒，壓毀一輛汽車和一間酒店的簷蓬。油塘和葵涌有兩宗棚架倒塌事件。另外，超過160人需要入住各區的臨時疪護中心。八號信號懸掛期間，約有30班航機取消，逾150班機延誤。

#### 後續事件
天文台在7月25日（星期三）懸掛八號信號，為時長達19小時10分，且與主流上班時間及商業股市運作時間完全重疊，由於是正常上班日（星期一至星期六），大部分市民獲得了一天假期，但因玉兔環流較小（烈風圈半徑只有160公里），加上路徑比預期偏南（最初預測在香港西南約150公里左右掠過，最終在香港西南偏南約180公里掠過），最後玉兔僅能為香港南部海域及高地帶來烈風，對香港市面的影響，與傳統印象中的八號信號風力有較大差距。市區氣象站如西貢、機場、青衣及九龍天星碼頭測得最高每小時平均風速為每小時49、44、43及41公里，與烈風下限的每小時63公里仍有一定距離。而且澳門比香港更接近玉兔，當地亦只懸掛三號風球。香港其他鄰近城市（如深圳及珠海等）的有關當局亦沒有向公眾發出同樣嚴重的警告。
結果以自由黨時任主席田北俊和香港總商會時任總裁翁以登為首的商界指責天文台在天氣不算惡劣的情況下誤掛八號信號，使當日大多數行業和股市在「不必要」的情況下停工停市，使商界利潤減少，造成巨額經濟損失（損失額則有30億及40億港元兩種說法）；連時任政務司司長曾蔭權（後來成為行政長官）也加入批評，指日後掛風球要謹慎。
此事過後，天文台為免再被商界指責，對懸掛/發出信號的態度漸趨保守，慢慢地只根據維多利亞港內的風力作為懸掛/發出信號的唯一標準，但是天文台同時忽視了該處風力已受建築物屏蔽，會比市區其他當風的測風站錄得較低風力讀數。以2002年強烈熱帶風暴黃蜂為例，當時天文台於8月19日下午4時認為黃蜂已差不多到達最接近香港的位置，在香港西南約400公里掠過，因港內風力未達強風程度而拒絕發出三號強風信號。但當晚約8時，黃蜂到達最接近香港的位置，當時位於香港西南偏西約390公里，並在湛江附近登陸。啟德在晚上7時錄得一小時平均風速達41公里達強風程度，九龍天星碼頭則在8月20日凌晨1時錄得一小時平均風速達每小時40公里，只差些便達強風程度。然而港內錄得強風後，天文台在熱帶氣旋警報中隻字不提，只提及香港西南部離岸及高地吹強風。天文台對懸掛/發出信號漸趨保守的態度，間接引致2006年的派比安事件。

### 澳門
當地最高熱帶氣旋警告信號：  三號風球
7月23日凌晨2時，在呂宋東北面有一熱帶低氣壓形成，並快速地以時速38公里向西移動，直趨中國南海。同日晚上8時，在橫越巴林坦海峽（約在北緯20.1度，東經121.0度）時，增強為熱帶風暴，中心氣壓為995百帕斯卡，接近中心最大風速為每小時65公里。接着，穩定地向西前進，7月24日下午2時，在距離澳門東南400公里的中國南海上（約在北緯20.5度，東經117.0度），增強為強烈熱帶風暴，中心氣壓為978百帕斯卡，接近中心最大風速為每小時112公里。三小時後，在東沙附近迅速地再次加強為颱風，中心氣壓降至960百帕斯卡，接近中心最大風速達每小時150公里。7月25日下午1時至4時間，颱風「玉兔」在澳門以南至西南偏南約160公里的地方經過時最接近澳門；其後稍略轉向西北偏西方向移動，趨向雷州半島。7月26日凌晨2時，集結於澳門以西的海面上（約在北緯21.3度，東經111.3度），減弱為強烈熱帶風暴。兩小時後，於陽江與湛江之間的華南沿岸登陸。「玉兔」於中國內陸上改向西北方向前進並逐漸消散；曾分別於7月26日日上午11時減弱為熱帶風暴及於下午5時再次減弱為熱帶低氣壓。玉兔影響澳門期間，有少量樹木、招牌等倒塌損毀，低窪地區水浸。
- 最低氣壓：988.6百帕斯卡（2001/7/25 05:10）
- 最高風速（一小時平均）：45km/h （東南風）（2001/7/26 02:00）
- 最高陣風風速：76km/h（2001/7/25 21:02）

## 熱帶氣旋警告使用紀錄

### 台灣
| 交通部中央氣象局 颱風警報 | 交通部中央氣象局 颱風警報 | 交通部中央氣象局 颱風警報 |
| ------------------------- | ------------------------- | ------------------------- |
| 上一熱帶氣旋              | 海上颱風警報              | 下一熱帶氣旋              |
| 輕度颱風潭美              | 海上颱風警報              | 中度颱風桃芝              |

### 香港
| 香港天文台 熱帶氣旋警告信號 | 香港天文台 熱帶氣旋警告信號 | 香港天文台 熱帶氣旋警告信號 |
| --------------------------- | --------------------------- | --------------------------- |
| 上一熱帶氣旋                | 一號戒備信號                | 下一熱帶氣旋                |
| 颱風尤特                    | 一號戒備信號                | 熱帶風暴菲特                |
| 颱風尤特                    | 三號強風信號                | 颱風百合                    |
| 颱風尤特                    | 八號東北烈風或暴風信號      | 超強颱風伊布都              |
| 颱風莎莉                    | 八號東南烈風或暴風信號      | 強烈熱帶風暴黑格比          |
| 颱風尤特                    | 八號烈風或暴風信號          | 強烈熱帶風暴黑格比          |

### 澳門
| 澳門氣象局 熱帶氣旋信號 | 澳門氣象局 熱帶氣旋信號 | 澳門氣象局 熱帶氣旋信號 |
| ----------------------- | ----------------------- | ----------------------- |
| 上一熱帶氣旋            | 一號風球                | 下一熱帶氣旋            |
| 颱風尤特                | 一號風球                | 熱帶風暴菲特            |
| 颱風尤特                | 三號風球                | 熱帶風暴菲特            |

## 外部連結
- （日語）http://www.jma.go.jp/ （页面存档备份，存于） 日本氣象廳首頁
- （英文）http://www.usno.navy.mil/JTWC/ （页面存档备份，存于） 聯合颱風警報中心首頁
- （简体中文）https://web.archive.org/web/20120928121548/http://www.nmc.gov.cn/ 中央氣象台首頁
- （繁體中文）http://www.cwb.gov.tw/ （页面存档备份，存于） 中央氣象局首頁
- （繁體中文）http://www.hko.gov.hk/ （页面存档备份，存于） 香港天文台首頁
- （繁體中文）http://www.smg.gov.mo/ （页面存档备份，存于） 澳門地球物理暨氣象局首頁